# Голицына, Татьяна Васильевна
Светлейшая княгиня Татьяна Васильевна Голицына (урождённая Васильчикова; 7 января 1783 — 28 января 1841, Москва) — жена московского генерал-губернатора Д. В. Голицына, благотворительница, статс-дама (1826), кавалерственная дама ордена Святой Екатерины 2 степени.

## Биография

### Семья
Татьяна Васильевна родилась в семье новгородского предводителя дворянства бригадира Василия Алексеевича Васильчикова и Екатерины Илларионовны Овцыной. У Васильчиковых росли ещё четыре сына: Илларион, Дмитрий, Алексей, Николай и дочь Елизавета. Своё имя Татьяна получила в честь бабушки по матери, генерал-поручицы Татьяны Даниловны Овцыной, урожденной Путиловой (ум. 1800).
Глава семьи Василий Алексеевич Васильчиков придерживался патриархальных взглядов, строго воспитывая детей. Их мать
Екатерина Илларионовна происходила из древнего богатого дворянского рода псковских помещиков, была уважаема мужем и детьми.
После её смерти в 1832 году, память о ней весьма высоко чтилась в семействе Васильчиковых, её сын Дмитрий до конца жизни служил ежегодные панихиды по матери.
Семья много времени проводила в родовом имении Выбити, лишь посещая балы в Москве, Санкт-Петербурге и Новгороде. С начала августа до сентября постоянно гостили у родственников: в резиденции графа Шереметева в Крыму или дворце князя Кочубея в Одессе.
В царствование императора Павла Татьяна Васильевна 5 апреля 1797 года была пожалована во фрейлины.

### Брак
6 февраля 1800 года Татьяна Васильевна обвенчалась с князем Дмитрием Голицыным, сыном князя Владимира Борисовича и Натальи Петровны, урождённой Чернышёвой. Но княгиня Голицына, известная в свете как «Princesse Moustache» («Усатая княгиня»), неохотно приняла этот союз, считая Васильчиковых недостаточно знатными. По мнению современников, Татьяна Васильевна «много терпела от своей самонравной и надменной свекрови». По отзыву Е. П. Яньковой Татьяна Васильевна:
… И смолоду не была красавицей, но трудно себе представить лицо более приятное и приветливое. Она была небольшого роста, худощавая и довольно слабого здоровья. Князь, напротив того, был видный мужчина, довольно высокий ростом, с величественной осанкой, имел прекрасные черты лица и прекрасный цвет, и с первого взгляда можно было узнать в нём приветливого, доброжелательного вельможу.

### Семейная жизнь
После свадьбы Голицыны поселились в имении Рождествено около Москвы вдали от светской жизни, где жили очень скромно. Всем имуществом Голицыных управляла Наталья Петровна, выделившая Дмитрию только имение в 100 душ и годичное содержание в 50 тысяч рублей, и лишь позднее по желанию императора Николая I она прибавила ещё 50 тысяч рублей ассигнациями.

Наталья Петровна никогда не ездила в гости к сыну в Рождествено, даже, когда приезжала в имение Ольгово и подолгу гостила у своей дочери Апраксиной, никто и заикнуться не смел, что в двадцати верстах оттуда её имение Рождествено, в котором живёт её сын. В Рождествено Голицыны обновили церковь и построили дом. 
Дом был отделан внутри очень просто:везде берёзовая мебель, нигде не золочения, ни шёлковых материй, но множество портретов семейных
Татьяна Васильевна очень любила цветы и много занималась садом, построила оранжереи. Позднее она учредила Общество любителей садоводства.
Татьяна Васильевна была женщиной умной и благочестивой, она была «рождена для тихой семейной жизни». В связи с частым отсутствием супруга, который сражался с французами, Татьяна Васильевна уделяла много внимания воспитанию своих детей. Все дети были очень хороши лицом; у меньшой из дочерей был прекрасный цвет лица, а сыновья в детском возрасте были как херувимы.
Причем, между сестрами и братьями существовала большая разница в возрасте, по поводу чего она говорила: 
Когда в семействе бывают дочери и сыновья, воспитание одних мешает, обыкновенно, воспитанию других; я в этом была особенно счастлива; когда воспитание моих дочерей окончилось, и я отдала их замуж, тогда началось воспитание сыновей, и я могла исключительно ими заняться.

Впоследствии Татьяна Васильевна часто говорила, что самое счастливое время её жизни было, когда князь был в отставке и они подолгу жили в Рождествено до назначения князя в 1820 году генерал-губернатором Москвы. В Москве Голицыны были весьма доступны, все их очень уважали, а княгиню, которая была ангельской доброты, все обожали. Долли Фикельмон, в 1830 году писала о Татьяне Васильевне в своём дневнике: 
Княгиня Голицына относится к тем женщинам, которых я могла бы полюбить. У неё чарующая прелесть во взоре, улыбке, словах. Она уже не молода, не очень красива, но весьма интересна.

### Благотворительная деятельность
Татьяна Васильевна одной из первых вступила в Патриотическое общество, основанное в 1812 году императрицей Елизаветой Алексеевной.
При участии княгини Голицыной в 1825 году был основан Дом трудолюбия, позднее преобразованный в Елизаветинский институт благородных девиц, который позволял получать образование дочерям младших офицеров и чиновников. В 1837 году Татьяна Васильевна основывает Благотворительное общество, которое в числе прочего занялось устройством в Москве школ рукоделия для девочек.
В 1826 году Татьяна Васильевна была пожалована в статс-дамы. Так же княгиня Голицына в 1814 году была награждена орденом Святой Екатерины 2 степени.
Будучи слабого здоровья, в конце 1830-х годах Татьяна Васильевна стала много хворать. Для поправления здоровья она уехала за границу. Путешествуя по Германии и Швейцарии, она обратила внимание на искусное плетение корзин местными жителями. Ей это очень понравилось, и она в имении Вязьмы, которое Дмитрий Владимирович унаследовал после смерти брата Бориса, организовала кустарный промысел плетения корзин из ракитника. Для обучения крестьян этому мастерству пригласила на свои средства умельцов из Швейцарии, этот промысел существует в Больших Вязьмах и поныне.
Скончалась светлейшая княгиня Татьяна Васильевна Голицына 28 января 1841 года была погребена в церкви Архангела Михаила в Донском монастыре. В журнале «Москвитянин» вышел некролог:
Она давно уже жила для неба и как будто на небе; там, там получит она награду за свои земные добродетели!
Московское дворянство, желая почтить её память, отменило бал и закрыло временно Дворянское Собрание, как бывало в официальных траурах, чего ещё не делали для частных лиц. В память о княгине Голицыной была открыта первая в Москве детская больница (в Доме Неклюдовой на Малой Бронной). На третьем этаже была устроена церковь во имя святой мученицы Татианы. 5 декабря 1842 года её освятил святитель Филарет, митрополит Московский.

## Дети
В браке родились:
- Екатерина (1802—1881), статс-дама, с 1821 года супруга гофмаршала князя Н. В. Долгорукова (1789—1872), внука фельдмаршала В. М. Долгорукого-Крымского.
- Наталия (1803—1880), статс-дама и обер-гофмейстерина, супруг граф Н. А. Протасов, потомства не оставили.
- Владимир (1815—1888), генерал-адъютант императора Александра II, женат на Марии Михайловне Пашковой (1834—1910), дочери М. В. Пашкова и внучке графини Ю. Ф. Барановой.
- Борис (1819—1878), генерал-адъютант императора Александра II, женат на Екатерине Владимировне Левашовой (1826—1853), дочери В. В. Левашова.

В семье воспитывались также:
- Приёмная дочь — Екатерина Павловна Розенгейм (1805—1873), побочная дочь князя Сергея Михайловича Голицына и турчанки, вывезенной с театра военных действий. Замужем за Борисом Карловичем Данзасом (1799—1868), директором департамента министерства юстиции, обер-прокурором Сената, действительным тайным советником, первоприсутствующим уголовного кассационного департамента, его брат К. К. Данзас).
- Внебрачные дочери брата её мужа, князя Бориса Голицына от цыганки или от гражданского брака с богатой полькой:
  - Анна Борисовна Зеленская (15.11.1802—11.02.1835), жена с 1824 года тверского гражданского губернатора А. П. Бакунина. Умерла от чахотки, погребена в Москве, в Новодевичьем монастыре.
  - Софья Борисовна Зеленская (1809—1871), жена профессора истории и словесности Московского университета С. П. Шевырёва.

- Екатерина Дмитриевна
- Владимир Дмитриевич
- Борис Дмитриевич
- Анна Зеленская